# Malcolm Fleming, 3. Lord Fleming
Malcolm Fleming, 3. Lord Fleming (* um 1494; † 10. September 1547 bei Musselburgh) war ein schottischer Adliger aus der Familie Fleming.

## Leben
Er war der Sohn von John Fleming, 2. Lord Fleming, aus dessen erster Ehe mit Eupheme Drummond. Beim Tod seines Vaters erbte er 1524 dessen Adelstitel.
Spätestens 1528 wurde er Lord Chamberlain des schottischen Königs Jakob V. Er hatte dieses Hofamt bis zu seinem Tod inne.
Am 24. November 1542 geriet er in der Schlacht von Solway Moss in englische Gefangenschaft und wurde erst im Folgejahr nach einer Lösegeldzahlung freigelassen. 1543 unterstützte er Kardinal Beaton bei der Verhinderung einer geplanten Verheiratung der minderjährigen Königin Maria Stuart mit dem englischen Kronprinzen Eduard Tudor. 1544 wurde er in den schottischen Kronrat (Privy Council) aufgenommen.
Er fiel schließlich am 10. September 1547 in der Schlacht von Pinkie Cleugh. Seine Witwe Jane Stuart ging 1548 mit der jungen Maria Stuart nach Frankreich, wo sie die Geliebte des Königs Heinrich II. wurde.

## Ehe und Nachkommen
1524/25 war ihm erlaubt worden, Jane Stuart zu heiraten, eine uneheliche Tochter des schottischen Königs Jakob IV. aus seiner Beziehung zu Agnes Stewart. Mit ihr hatte er folgende Kinder:
- James Fleming, 4. Lord Fleming (* 1534, † 1558), Chamberlain of Scotland, ⚭ Barbara Hamilton († 1558), Tochter von James Hamilton, 2. Earl of Arran, Herzog von Châtellerault;
- John Fleming, 5. Lord Fleming († 1573), Chamberlain of Scotland, ⚭ Elizabeth Ross, Tochter von Robert, Master of Ross;
- ? Johanna Fleming, ⚭ (1) John Livingston, Master of Livingston (⚔ 1547), ⚭ (2) John Sandilands of Calder († nach 1559), ⚭ (3) David Crawford of Kerse;
- Janet Fleming, ⚭ Richard Brown, younger of Hartree;
- Agnes Fleming, ⚭ William Livingston, 6. Lord of Callendar († 1592);
- Margaret Fleming († vor 1586/67), ⚭ (1) Robert Graham, Master of Montrose (⚔ 1547), ⚭ (2) Thomas, Master of Erskine († nach 1551), ⚭ (3) John Stewart, 4. Earl of Atholl, Lord Chancellor († 1579);
- Mary Fleming (* 1542), ⚭ (1) William Maitland of Lethington († 1573), ⚭ (2) George Meldrum of Fyvie;
- ? Elizabeth Fleming, ⚭ William Crichton, 5. Lord of Sanquhar († 1550);
- William Fleming;
- John Fleming of Brackenleys, Biggar an Carwood († 1592), ⚭ Janet Carwood.

Johanna und Elizabeth Fleming können auch Töchter seines Vaters John Fleming, 2. Lord Fleming, sein.